# Bingu wa Mutharika
Bingu wa Mutharika (Thyolo, 24 de febrero de 1934 - Lilongüe, 5 de abril de 2012) fue un político y economista malauí que se desempeñó presidente de la República de Malaui de 2004 hasta su muerte en 2012. Fue elegido por primera vez el 24 de mayo de 2004. Fue presidente del gobernante Partido Democrático Progresista, con mayoría en el Parlamento de Malaui, como resultado de una aplastante victoria en los elecciones generales de 2009.
Nacido en Thyolo, a unos 30 km de la capital comercial de Malaui, Blantyre, Bingu wa Mutharika tiene un doctorado en Filosofía (PhD), licenciado en economía del desarrollo de la Pacific Western University de Los Ángeles, California, EE. UU., una maestría de la economía y una licenciatura en Comercio de la Universidad de Delhi, India. Desde su primer mandato de la oficina de 2004-2009, y en su segundo período de gobierno 2009-2014, transformó Malaui de un país plagado por el hambre en un granero regional nacional. El éxito del programa de la Presidencia de subsidios agrícolas de entrada introducidos a los agricultores pobres en el 2005 fue un testimonio de la potencia de las soluciones de cosecha propia en la lucha contra el hambre. La determinación del Presidente Mutharika para hacer que el programa de trabajo dio sus frutos.

## Primeros años y carrera
Bingu wa Mutharika nació el 24 de febrero de 1934 en Thyolo. Los padres de Mutharika, el fallecido Sr. Thom Ryson Mutharika y la Sra. Eleni Thom Mutharika, eran devotos cristianos de la Iglesia de la Misión de Escocia, que más tarde se convirtió en CCAP. Su padre era un firme creyente en la educación como la clave del éxito y fue un maestro de 37 años. Su madre enseñó a las mujeres del grupo de Mvano.
Tras completar su educación primaria en Ulongwe Misión y Chingoli, Mulanje, Ntambanyama, Malamulo, en Thyolo y Henri Henderson Instituto, Blantyre , el joven Mutharika obtuvo un grado A Cambridge escolar en el extranjero Leaving Certificate en la Escuela Secundaria Dedza en 1956. En 1964, Mutharika fue uno de los 32 seleccionados por Malaui Hastings Kamuzu Banda (Presidente de Malaui 1961-1994) para viajar a la India en las becas Indira Gandhi para los títulos de "vía rápida". En la India, Mutharika obtuvo su Licenciatura en Economía. Posteriormente, asistió a la Escuela de Economía de Delhi y se graduó con una maestría en Economía. Más tarde obtuvo un doctorado en Economía del Desarrollo de la Pacific Western University de Los Ángeles, California, EE. UU.. Mutharika también asistió a decenas de cursos de corta duración en Administración de Empresas, Análisis Financiero, Promoción Comercial, liderazgo político y regional, así como Cooperación Económica y Relaciones Humanas.
Mutharika también sirvió en el servicio de Malaui como civil. Fue un distinguido economista y diplomático internacional, hizo contribuciones notables al desarrollo económico mundial. Se desempeñó en altos cargos directivos de nivel de haber servido como oficial administrativo en el Gobierno de Malaui y Zambia, se le ofreció la Gobernación adjunta del Banco de Reserva de Malaui y fue nombrado Ministro de Planificación y Desarrollo Económicos en 2002.
También trabajó en el Banco Mundial como oficial de préstamos y en las Naciones Unidas, Comisión Económica de África como Director de Finanzas de Comercio y Desarrollo, así como Secretario General del Mercado Común para África Oriental y África Austral COMESA , que abarca 22 Estados miembros.

## Campañas presidenciales (2004-2009)

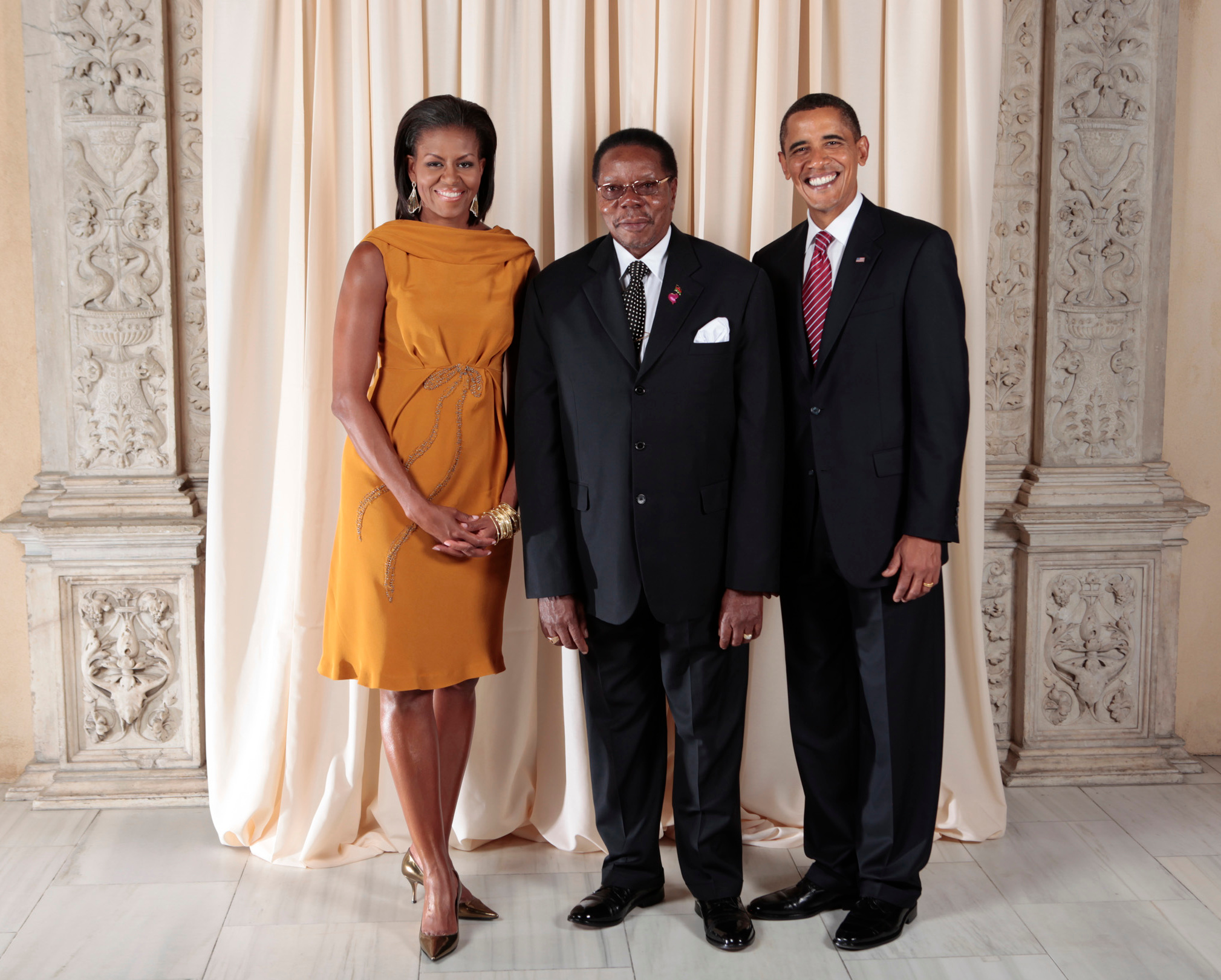
Bingu wa Mutharika con Barack y Michelle Obama.

### Campaña presidencial de 2004
Bingu wa Mutharika fue nominado por el entonces presidente Muluzi como su sucesor. Mutharika ganó las elecciones presidenciales el 20 de mayo de 2004, por delante de John Tembo y Chakuamba Gwanda, y asumió el cargo pocos días después.
El 7 de octubre de 2006, Mutharika declaró su intención de buscar la reelección en la elección presidencial de 2009 como el candidato del DPP. Dos años más tarde, en octubre de 2008, la Fiscalía del Consejo Nacional de Gobierno eligieron por unanimidad a Mutharika como el candidato del partido para el 2009 elecciones.

### Campaña presidencial de 2009
Mutharika se presentó como candidato a la presidencia para las elecciones de 2009. Debido al éxito de la economía de Malaui durante su período presidencial anterior, que fue elegido con una aplastante 66,7% de los votos.

## En primer término
En 2005, gracias a la aprobación del Programa de subvenciones a los insumos agrícolas, Malaui consiguió la restauración de la seguridad alimentaria nacional, aumentando el acceso a fertilizantes y semillas mejoradas por los agricultores pobres y otros grupos de población vulnerables. Presidente Mutharika cuenta con una trayectoria probada en el uso de tecnologías inteligentes, eficientes y adecuados recursos para impulsar el desarrollo de las comunidades rurales. El presidente Mutharika fue reconocido por su audaces reformas que transformaron el país, caracterizado durante mucho tiempo por la escasez crónica de alimentos, el hambre y la pobreza, que hoy cuenta con excedentes de alimentos por encima de sus necesidades de alimentos. Durante el primer mandato del presidente Mutharika en el cargo (2004-2008), el país logró un alto índice de la producción agrícola y la seguridad alimentaria. Las iniciativas del Presidente se beneficiaron aproximadamente 1.700.000 pequeños agricultores de escasos recursos mediante el acceso a insumos agrícolas. En la temporada de cosecha 2005/2006, Malaui obtuvo un superávit de alimentos de más de 500.000 toneladas métricas. Durante la temporada de siembra 2008/2009, los excedentes de alimentos superó 1,3 millones de toneladas métricas. El liderazgo del Presidente y de la visión ha permitido a Malaui para convertirse en una canasta de alimentos capaz de exportar alimentos a otros países en el sur de África.
Para lograr su revolución, acertadamente llamada "revolución verde", el presidente revisó las políticas de desarrollo del país y los programas para transformar la economía de Malaui sobre la base de lo siguiente:
- Prioridad la agricultura y la seguridad alimentaria para asegurar que el país sea autosuficiente
- Prioridad al desarrollo del riego y de agua para reducir la dependencia de la agricultura cercana
- Ampliación y mejoramiento de la infraestructura de transporte y las comunicaciones que facilitaría la circulación de bienes, servicios y personas dentro del país y facilitar el acceso a los servicios internacionales, tales como mercados, industrias, etc
- Desarrollo de la energía para hacer frente a la industrialización ampliada de las materias primas de valor agregado
- La prevención y tratamiento del VIH / sida como un médico, el problema económico, político, social y cultural que desafía a la transformación económica y creación de capacidad.

## Segundo cuatrimestre

### Política interior
Malaui, con el presidente Mutharika, se ha convertido en un fuerte sistema político democrático con una constitución que consagra los derechos humanos fundamentales, la separación de poderes y el imperio de la ley. El 2009 las elecciones nacionales se han anunciado como ser libre, justa, democrática, y un modelo para África con un rendimiento cada vez más competentes. Las elecciones presidenciales y parlamentarias fueron considerados como un importante paso adelante en DEMOCRACIA1 política de Malaui. El presidente Mutharika ha demostrado un compromiso concreto con la reforma económica, la autoridad fiscal y el fortalecimiento eficaz de las medidas contra la corrupción. Como resultado, el presidente Mutharika ha sido elogiado por el compromiso del gobierno de Malaui para hacer cumplir las más estrictas de gestión del gasto público, así como la política de tolerancia cero para la corrupción. Los logros en estas dos áreas en un corto período de tiempo son impresionantes, y ya están proporcionando beneficios económicos y sociales que han sido reconocidos por el FMI.

### Seguridad alimentaria
Escucha la llamada del Presidente, Malaui movilizado 150 toneladas métricas de arroz, que fue enviado a Haití tras el terremoto de enero de 2010. Además de la defensa de la seguridad alimentaria en Malaui, el presidente Mutharika ha ampliado su plan para abarcar un mayor alcance de África. Mientras que el presidente de la Unión Africana en 2010, el presidente estableció una hoja de ruta para África para lograr la sostenibilidad y la seguridad alimentaria. propuso una nueva alianza con otras naciones africanas, apropiadamente llamada "canasta de alimentos de África", delineando una estrategia de incorporación de los subsidios a los pequeños agricultores, especialmente las mujeres, las mejoras en el riego, y mejorar la agricultura y la seguridad alimentaria de más de 5 años a través de intervenciones innovadoras que comprenden los subsidios, el aumento de las asignaciones presupuestarias, la inversión del sector privado y la información económica y las comunicaciones. En la actualidad, aproximadamente la mitad de los agricultores de subsistencia en el país reciben bonos que ofrecen descuentos en semillas de maíz de alta calidad y fertilizantes. Para sostener el programa, el Gobierno de Malaui ha asignado el 11 por ciento de su presupuesto para 2010/2011 de la agricultura, la continuación de un registro poco común de compromiso en esta escala en África. Ayudado por una sucesión de temporadas de lluvias favorable, esta estrategia ha dado lugar a una recuperación espectacular en la seguridad alimentaria. Cosechas permitió Malaui para navegar a través de la comida internacional y crisis del petróleo de 2008, dando lugar a una mínima cantidad de hogares que necesitan ayuda alimentaria en ese período.

### Política económica
En 2009, el Ministerio de Malaui de Hacienda estima que durante los últimos cuatro años la participación de Malaui que vive por debajo del umbral de la pobreza se redujo de 52 a 40 por ciento. Esta notable reducción se atribuye a las políticas implementadas por el presidente Mutharika tanto a la seguridad alimentaria, así como el clima acogedor que ha sido creado para atraer a los inversionista a Malaui. También ha construido clínicas rurales, nuevas carreteras, nuevos hospitales y nuevas escuelas y 42 albergues internado para niñas en un plazo de tres años que lleva a una gran reducción en el número de habitantes de Malaui viven por debajo del "umbral de la pobreza". El presidente Mutharika ha elevado significativamente el nivel de vida de su pueblo con una tasa sostenida de crecimiento anual promedio del producto interno bruto (PIB) del 7,5 por ciento. Malaui ha hecho la exploración y explotación de yacimientos minerales en una prioridad en el desarrollo del país y la estrategia de diversificación. En 2009, la planta de extracción de uranio por primera vez en el país se inauguró con los ingresos previstos en el rango de EE. UU. $ 200 millones anuales, que es 10 por ciento del PIB. Además, esto ha creado grandes oportunidades para los locales.

## Presidente de la UA (2010)
El 31 de enero de 2010 Mutharika reemplazado Muammar al-Gaddafi como líder de la Unión Africana después de su intento de ejecutar como presidente de la UA por un año más ha fallado. es la cabeza Mutharika Malawis primer mandatario para asumir el cargo de presidente de la UA. En su discurso de aceptación como presidente de la UA reiteró que "África no es un continente pobre, pero la población africana son pobres" y llamó a "África para el desarrollo de África". Él compartió su visión de la Iniciativa de Canasta de África por lo que la seguridad alimentaria una prioridad en su agenda.

## Presidente de la UA

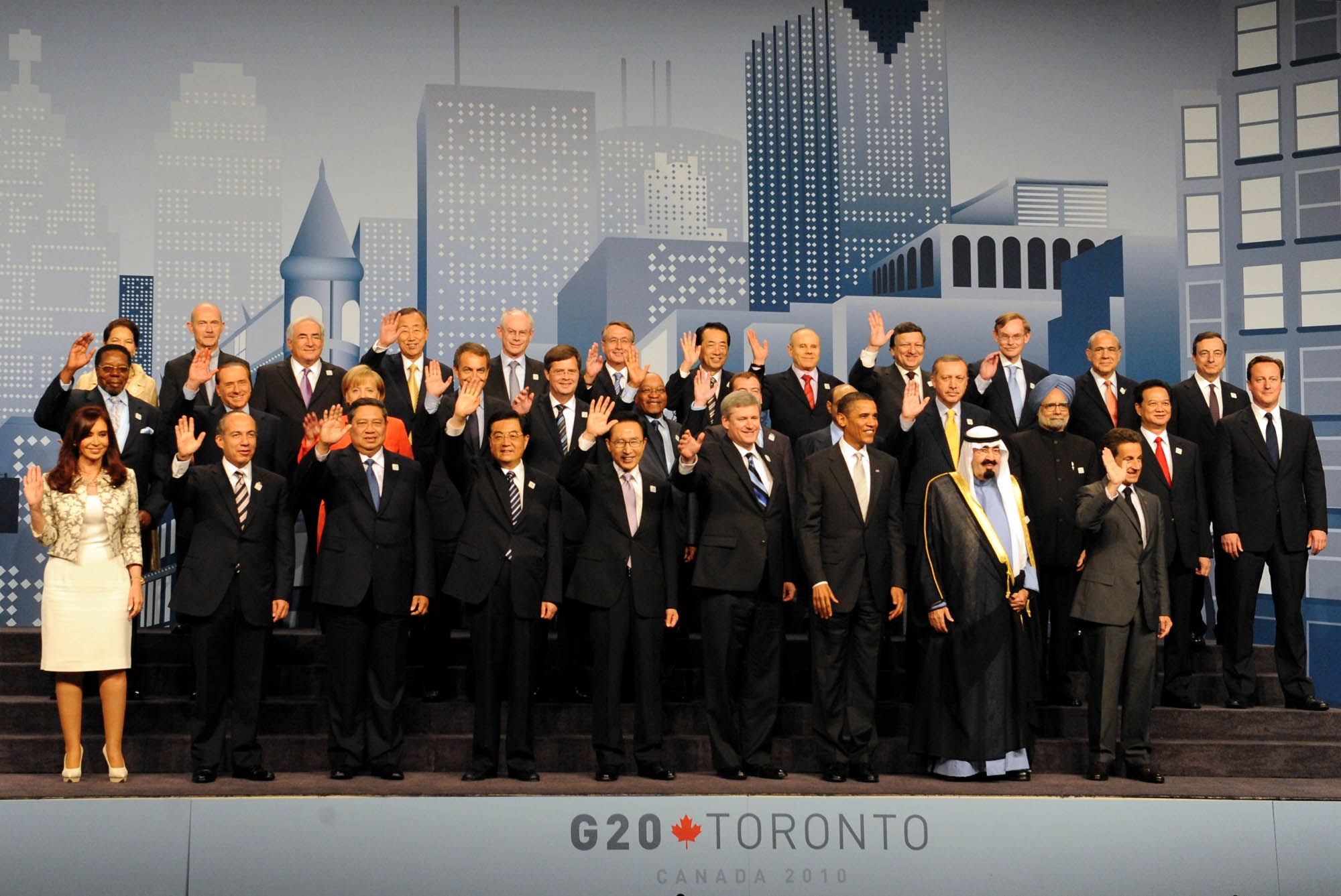
Cumbre del G-20 en Toronto.

El 4 de abril asistió al 50.º aniversario en la celebración de la Independencia de Senegal como presidente de la UA. También asistió a lacumbre del G8 en Canadá y la Cumbre del G20 en Seúl, Corea del Sur.
El 26 de julio, asistió a la cumbre de la UA en Kampala, Uganda. Su discurso aquí se concentró en condenar a la Corte Penal Internacional (CPI) por emitir una orden para arrestar a Omar al Bashir , ya que soslayava la autoridad de África. Se adoptó la Iniciativa de Canasta africana que aquí se expuso. También se presentó a la ONU el 29 de septiembre de 2010. El 6 de septiembre de 2010, asistió a la inauguración del mandato como presidente de Ruanda de Paul Kagame. Él asistió a la Conferencia de Irán y África cuyo objetivo era el fortalecimiento de las relaciones entre Irán y los países africanos. Durante un discurso en la Universidad de Boston, Mutharika defendió su programa de subvenciones y señaló que aunque los países occidentales dicen que los gobiernos africanos no deben subsidiar la agricultura, los gobiernos occidentales si entregan subsidios a sus propios agricultores. Malaui acogió la conferencia "África es primero" que reunió a los Ministros de Agricultura en África, donde se les instó a luchar por subsidios para la agricultura. Él no asistió a la Cumbre de Comercio de África-UE en Libia, pero ninguna razón oficial fue proporcionada por este movimiento. Durante su mandato, se unió a las llamadas internacionales a Laurent Gbagbo en Costa de Marfil para que acepte su derrota en las elecciones de 2010.
El 31 de enero de 2010 Mutharika es reemplazado por Muammar al-Gaddafi como líder de la Unión Africana. Mutharika es primer jefe de Estado de Malaui en asumir el cargo de presidente de la UA. En su discurso de aceptación como presidente de la UA reiteró que "África no es un continente pobre, pero la población de África es pobre" y abogó por "África para el desarrollo de África". Él compartió su visión de la Iniciativa de Canasta de África por lo que la seguridad alimentaria una prioridad en su agenda.

## Títulos, honores y premios
Distinciones y premios de todo el mundo han reconocido el compromiso de Mutharika a la gente de Malaui, la región sur de África y África en su conjunto. Ha sido galardonado con los siguientes:
- El de las Naciones Unidas Especial de Desarrollo del Milenio Premio (2010) para el éxito a eliminar el hambre para mejorar la seguridad alimentaria antes del plazo de los ODM 2015 (Objetivo 1 - acabar con la pobreza y el hambre)[20]
- COMESA distinguido premio (2010) por su liderazgo excepcional y un servicio distinguido a COMESA y la integración de África en calidad de Secretario General del COMESA formulario 1991 a 1997. La Autoridad específicamente elogió Mutharika, por su contribución a la realización de los objetivos del Tratado de Abuya para la integración de África.[21]

- El sur de África confianza conductores de la concesión de Cambio (2009) para el cambio de Malaui de un país en perpetuo déficit de alimentos a uno que es totalmente de alimentos suficientes. "El auge de este sector ha tenido un impacto directo sobre millones de personas pobres. Bajo su liderazgo, la pobreza ha disminuido desde 58 hasta 42 por ciento en cinco años. A través de su participación directa en la transformación de futuro en torno a Malaui, está construyendo una nueva confianza y esperanza entre los ciudadanos de África en sus gobiernos ".[22]

- 2009 Medalla de los Premios Gloria - "El presidente Mutharika fue elegido para el premio debido a sus audaces reformas que han dado lugar a la revolución Malaui verde, y el aumento de Malaui, en su forma económica la tasa de crecimiento inferior a 1 por ciento en 2003, antes de asumir el cargo a más de 9,7 por ciento en 2008, al final de su cargo el primer mandato"[23]

- El Excelentísimo Gran Comendador (CGEM) - el premio más arriba de la orden de Malaui de Logro Nacional otorgada por los honores y condecoraciones civiles Malaui, 6 de julio de 2009
- Agricultura, Alimentación inaugural y la política de recursos naturales Análisis de Redes (FANRPAN) Política de Seguridad Alimentaria el Premio al Liderazgo (2008), "por sus intervenciones políticas agrícolas que han transformado la forma en Malawi una nación con déficit de alimentos a un exportador neto de maíz"
- FAO 's Medalla Agrícola (2008) en honor de "su importante contribución en la transformación de la forma del país, la economía de un estado de la nación con déficit de alimentos a un exportador neto de maíz"[24]
- Louise Blouin Premio de la Fundación para el Logro Excepcional Creativo (2008) para hacer un impacto positivo a escala global[25]
- Premio Gobierno danés de reconocimiento de actuaciones sobresalientes en la promoción de la igualdad de género y empoderamiento de las mujeres (2008).[25]

En reconocimiento a su riqueza de conocimientos y experiencia en el desarrollo económico nacional e internacional, Mutharika ha recibido numerosos títulos honorarios como profesor de Economía de la Universidad Normal de China Oriental, en abril de 2010, doctor en Letras (D. Litt) Grado honoris causa por la Universidad de Delhi en octubre de 2010, doctor en Derecho (doctorado (honoris causa), Universidad de Mzuzu, en 2008 y doctor en Filosofía (PhD) Grado (honoris causa) de la Universidad de Strathclyde, Escocia, en 2005.
Él es el fundador y presidente de la Fundación Bineth - una organización sin fines de lucro para promover la educación, fundador de la Internacional gris perla, y fundador y presidente de la Fundación Bingu gris perla de los ancianos y jubilados. También es el fundador de la Universidad de Malaui de Ciencia y Tecnología, la Universidad de Lilongüe de Agricultura y Recursos Naturales, la Universidad de Investigación de Algodón en Bangula, la Universidad de la biología marina;. La Universidad de Mombera y la Universidad de Nkhotakota

## Familia y vida personal
Estuvo casado con la primera dama, Ethel Mutharika Zvauya, una dama de Zimbabue. Mutharika y Ethel tuvieron cuatro hijos juntos. Después de una larga batalla contra el cáncer que la llevó a Francia y Sudáfrica en busca de tratamiento, la esposa de Mutharika murió el 28 de mayo de 2007.
En 2010, Mutharika anunció que planeaba casarse con Calista Chapola-Chimombo, exministro de Turismo. La pareja se casó en 2010.
Mutharika tiene un hermano, Peter Mutharika, quien fue profesor en la Universidad de Washington en St. Louis. En mayo de 2009, fue elegido para el Parlamento de Malaui, y fue nombrado posteriormente al Gabinete de Malaui como ministro de Justicia y Asuntos Constitucionales. Él fue Ministro de Asuntos Exteriores y Cooperación Internacional.

## Muerte
Mutharika murió el 5 de abril de 2012 a la edad de 78 años en la ciudad de Lilongüe, capital de Malaui.